# 197856 Tafelmusik
197856 Tafelmusik è un asteroide della fascia principale. Scoperto nel 2004, presenta un'orbita caratterizzata da un semiasse maggiore pari a 2,4661718 UA e da un'eccentricità di 0,1679810, inclinata di 4,17463° rispetto all'eclittica.